# Jules et Jim
Jules et Jim (bra: Jules e Jim - Uma Mulher para Dois; prt: Jules e Jim) é um filme francês de 1962, do gênero drama romântico, dirigido por François Truffaut, com roteiro dele e de Jean Gruault baseado em romance de Henri-Pierre Roché.

## Sinopse
Na Paris de 1912, os amigos Jules (austríaco) e Jim (francês) se apaixonam pela francesa Catherine, que acaba se casando com Jules. Depois da Primeira Guerra Mundial, que opôs a França à Alemanha, os três amigos voltam a se encontrar, e Catherine se apaixona por Jim.

## Elenco
- Jeanne Moreau .... Catherine
- Oskar Werner ..... Jules
- Henri Serre .... Jim
- Vanna Urbino .... Gilberte
- Boris Bassiak .... Albert
- Anny Nelsen .... Lucie
- Sabine Haudepin .... Sabine
- Marie Dubois .... Thérèse
- Michel Subor .... narrador (voz)

## Prêmios e indicações
| Prêmio     | Categoria                | Recipiente    | Resultado |
| ---------- | ------------------------ | ------------- | --------- |
| BAFTA 1963 | Melhor filme             |               | Indicado  |
| BAFTA 1963 | Melhor atriz estrangeira | Jeanne Moreau | Indicado  |